# Campeonato Tocantinense de Futebol de 2015 - Segunda Divisão
A Segunda Divisão do Campeonato Tocantinense de Futebol foi a 7ª edição do torneio estadual do Tocantins.

## Forma de disputa
O Campeonato será disputado em 04 (quatro) fases de acordo com os parágrafos constantes
deste artigo.
1) Na 1ª fase as 11 (dez) equipes serão divididas em 02 (dois) grupos com 06(seis) e 05 (cinco) equipes cada,
denominados como grupos “A” e “B”, onde as equipes jogarão entre si, conforme tabela, em jogos de ida e
volta, dentro de cada grupo e somatória de pontos, classificando-se para 2ª fase, as 04 (quatro) associações
que somar o maior número de pontos ao final da 1ª fase em cada grupo, totalizando 08 (seis) equipes
classificadas para disputa da 2ª fase.
2) Na 2ª fase as 08 (seis) equipes serão divididas em 04 (três) grupos com 02 (duas) equipes cada,
denominados como grupos “C”, “D” ,“E” e “F”, onde as equipes jogarão entre si, conforme tabela, em jogos de
ida e volta, dentro de cada grupo e somatória de pontos, classificando-se para 3ª fase, as vencedoras de
cada grupo.
3) Além das vencedoras da 2ª fase, mais uma associação se classificará por índice técnico, será a que
obtiver o Melhor Índice Técnico entre as desclassificadas da 2ª fase, totalizando 04 (quatro) equipes
classificadas para disputa da 3ª fase.
4) Na 3ª fase "semifinais" as equipes classificadas na 2ª fase, serão divididas em 02 (dois) grupos com
02 (duas) equipes cada, denominados grupos “F” e “G” onde as equipes jogarão entre si, conforme tabela,
em jogos de ida e volta, dentro de cada grupo, classificando-se para a 4ª fase as vencedoras de cada grupo
da 3ª fase, totalizando 02 duas) equipes classificadas para disputa da fase final.
5) Na 4ª fase “final” as equipes vencedoras da 2ª fase, decidem dentro do grupo “H” em jogos de ida e
volta, conforme tabela, o título da competição, onde a equipe que somar o maior número de pontos será
declarada Campeã Estadual, e a outra será a Vice Campeã e estarão automaticamente classificadas para
disputar o Campeonato Tocantinense de Futebol Profissional da 1ª Divisão em 2016.
6) As equipes iniciarão todas as fases com zero ponto.
7) Cada vitória soma 03 pontos, empate 01 ponto, derrota zero ponto.

## Critérios de desempate
Caso duas equipes terminem a fase final empatadas em pontos, utilizam-se os seguintes critérios de empate:
1. 1) Maior número de vitórias;
2. 2) Melhor saldo de gols;
3. 3) Maior número de gols-pró;
4. 4) Confronto direto;
5. 5) Menor número de gols sofridos;
6. 6) Sorteio na sede da FTF.

## Taça Luis Lelis Rodrigues “Café”

### Primeira Fase

#### Grupo A
Notas
- *O Atlético Cerrado foi punido com a perda de 3 pontos por não ter inscrito seus jogadores em tempo hábil.

- ** O Juventude foi excluído da competição antes da 3ª rodada por não ter pago as taxas de arbitragem e foi declarado derrotado por 3-0 em todos os jogos seguintes. Para não prejudicar outros times e eventualmente modificar os classificados para a próxima fase, os pontos da vitória sobre o Alvorada por 3-1 foram repassados ao Alvorada e os pontos da vitória sobre o São José por 1-0, também foram repassados ao São José. No entanto, na classificação final do campeonato ainda consta as duas vitórias e os gols marcados/sofridos nos primeiros jogos para o Juventude embora tenha perdido os pontos destas partidas.

### Fase final
Em itálico, os times que possuem o mando de campo no primeiro jogo do confronto e em negrito os times classificados.
|  | Quartas-de-final      | Quartas-de-final            | Quartas-de-final | Quartas-de-final |       |                 | Semifinais                    | Semifinais                    | Semifinais                    | Semifinais                    |  |                       | Final              | Final              | Final              | Final              |  |  |
|  |                       |                             |                  |                  |       |                 | 24 de outubro a 2 de novembro | 24 de outubro a 2 de novembro | 24 de outubro a 2 de novembro | 24 de outubro a 2 de novembro |  |                       | 8 e 21 de novembro | 8 e 21 de novembro | 8 e 21 de novembro | 8 e 21 de novembro |  |  |
|  |                       |                             |                  |                  |       |                 |                               |                               |                               |                               |  |                       |                    |                    |                    |                    |  |  |
|  | Sparta                | 0                           | 2                | 2                |       |                 |                               |                               |                               |                               |  |                       |                    |                    |                    |                    |  |  |
|  | União de Palmas       | 1                           | 3                | 4                |       |                 |                               |                               |                               |                               |  |                       |                    |                    |                    |                    |  |  |
|  | União de Palmas       | 1                           | 3                | 4                |       | União de Palmas | 0                             | 0                             | 0 (3)                         |                               |  |                       |                    |                    |                    |                    |  |  |
|  |                       |                             |                  |                  |       | União de Palmas | 0                             | 0                             | 0 (3)                         |                               |  |                       |                    |                    |                    |                    |  |  |
|  |                       | Tocantins de Miracema (pen) | 0                | 0                | 0 (5) |                 |                               |                               |                               |                               |  |                       |                    |                    |                    |                    |  |  |
|  | Atlético Cerrado      | Tocantins de Miracema (pen) | 0                | 0                | 0 (5) | 0               | 1                             | 1                             |                               |                               |  |                       |                    |                    |                    |                    |  |  |
|  | Atlético Cerrado      |                             |                  |                  |       | 0               | 1                             | 1                             |                               |                               |  |                       |                    |                    |                    |                    |  |  |
|  | Tocantins de Miracema | 0                           | 5                | 5                |       |                 |                               |                               |                               |                               |  |                       |                    |                    |                    |                    |  |  |
|  | Tocantins de Miracema | 0                           | 5                | 5                |       |                 |                               |                               |                               |                               |  | Tocantins de Miracema | 1                  | 4                  | 5                  |                    |  |  |
|  |                       |                             |                  |                  |       |                 |                               |                               |                               |                               |  | Tocantins de Miracema | 1                  | 4                  | 5                  |                    |  |  |
|  |                       | Ricanato                    | 3                | 0                | 3     |                 |                               |                               |                               |                               |  |                       |                    |                    |                    |                    |  |  |
|  | Colinas               | Ricanato                    | 3                | 0                | 3     | 2               | 0                             | 2                             |                               |                               |  |                       |                    |                    |                    |                    |  |  |
|  | Colinas               |                             |                  |                  |       | 2               | 0                             | 2                             |                               |                               |  |                       |                    |                    |                    |                    |  |  |
|  | Ricanato              | 1                           | 4                | 5                |       |                 |                               |                               |                               |                               |  |                       |                    |                    |                    |                    |  |  |
|  | Ricanato              | 1                           | 4                | 5                |       | Ricanato        | 5                             | 5                             | 10                            |                               |  |                       |                    |                    |                    |                    |  |  |
|  |                       |                             |                  |                  |       | Ricanato        | 5                             | 5                             | 10                            |                               |  |                       |                    |                    |                    |                    |  |  |
|  |                       | Guaraí                      | 0                | 0                | 0     |                 |                               |                               |                               |                               |  |                       |                    |                    |                    |                    |  |  |
|  | Alvorada              | Guaraí                      | 0                | 0                | 0     | 1               | 2                             | 3                             |                               |                               |  |                       |                    |                    |                    |                    |  |  |
|  | Alvorada              |                             |                  |                  |       | 1               | 2                             | 3                             |                               |                               |  |                       |                    |                    |                    |                    |  |  |
|  | Guaraí                | 2                           | 3                | 5                |       |                 |                               |                               |                               |                               |  |                       |                    |                    |                    |                    |  |  |

## Premiação
| Campeonato Tocantinense 2015 - Segunda Divisão (Taça Luis Lelis Rodrigues “Café”) |
| --------------------------------------------------------------------------------- |
| Tocantins de Miracema Campeão (2º título)                                         |